# تشاد فلويد
تشاد فلويد (بالإنجليزية: Chad Floyd)‏ هو مهندس معماري أمريكي، ولد في 11 نوفمبر 1944.